# Issam Zahreddine
Issam Zahreddine (auch Issam Zaher Eldin oder Issam Jad'aan Zaher al-Deen, arabisch عصام جدعان زهر الدين, DMG ʿIṣṣām Ǧadʿān Zahr ad-Dīn; * 1961 in Tarba; † 18. Oktober 2017 in Deir ez-Zor) war ein Brigadegeneral der Syrischen Republikanischen Garden, der zahlreiche Militäroperationen der Syrischen Regierung im Bürgerkrieg in Syrien leitete.

## Leben
Der in Tarba im Gouvernement as-Suwaida geborene Zahreddine war drusischen Glaubens. Von 1980 bis 1982 leistete Zahreddine seinen Wehrdienst bei den Volksmilizen der Baath-Partei ab. Ab 1982 war er als Offizier bei einer gepanzerten Luftlandeeinheit tätig. Ab 1987 war er als Offizier bei gepanzerten und mechanisierten Einheiten der Republikanischen Garden tätig.

## Tätigkeit im Syrischen Bürgerkrieg
Zahreddine leitete mit dem später desertierten Brigadegeneral Manaf Tlass die 104. Brigade der Republikanischen Garden in Duma und Harasta. Zu den Vorgängern Zahreddines in dieser Funktion zählen Bashar und Basil al-Assad.
Zahreddine galt als eines der bekanntesten und höchstrangigen Mitglieder der drusischen Volksgruppe auf Seiten der syrischen Regierung. Diese Tätigkeit führte zu Kritik von Teilen der drusischen Gemeinde. Der die terroristische al-Nusra-Front unterstützende libanesische Politiker und Drusenfunktionär Walid Dschumblat beschuldigte ihn aufgrund seiner Tätigkeit auf Seiten der Regierung, „gegen sein eigenes Volk zu kämpfen“. Aus denselben Gründen wurde Zahreddine auch von einer Kongregation drusischer Religionsführer in einer ansonsten die Gewalt aller beteiligten Seiten beklagenden Aussendung als ein „Individuum, das den Tod verdiene“ bezeichnet.
Im Jahr 2012 überlebte Zahreddine ein Attentat, bei dem Ali Chuzam getötet wurde.
Nach dem Beginn der Aleppo-Offensive im Oktober 2013 sollte Zahreddine einen Angriff auf Anadan leiten. Nach dem Tod des Generalmajors Jameh Jameh wurde er nach Deir ez-Zor entsandt. Dort wurde unter seinem Kommando ein vom Islamischen Staat eingekesseltes Gebiet, welches nur durch sporadische Hubschrauberlandungen und Abwurf von Gütern aus der Luft versorgt werden konnte, über 3 Jahre erfolgreich verteidigt. Die Belagerung durch den Islamischen Staat konnte im September 2017 durchbrochen werden.  Am 27. November 2013 wurde Zahreddine im Bezirk al-Rashdiya von einer Kugel an einem Bein verwundet. Im Mai 2016 tauchten Bilder im Internet auf, die ihn neben geschändeten Leichen zeigen.
Im September 2017 machte Zahreddine international auf sich aufmerksam, als er nach Deutschland geflohene Syrer als Verräter bezeichnete und ihnen riet, besser nicht nach Syrien zurückzukehren. Als diese Aussage international auf Kritik stieß, entschuldigte sich Zahreddine und erklärte, seine Worte seien ausschließlich an Mitglieder des Islamischen Staates gerichtet gewesen; geflüchtete Landsleute seien willkommen. Im Oktober desselben Jahres meldete u. a. die libanesische Nachrichtenagentur Al-Manar, dass er durch eine Landmine in Deir ez-Zor ums Leben gekommen sei.

## Privatleben
Zahreddines Sohn Yaʿrub dient als Soldat bei der 104. Brigade der Republikanischen Garden in Deir ez-Zor.